# بریده‌فین
بریده‌فین (به هلندی: Breedeveen) یک روستا در هلند است که در اوترختسه هئوفل‌روخ واقع شده‌است. بریده‌فین ۸۰ نفر جمعیت دارد.